# オートバイ製造者の一覧
オートバイ製造者の一覧では、オートバイの製造を行う企業・団体を羅列する。なお、この一覧は一般的な二輪車の車体を製造するメーカーのみ記述し、スノーモービル、ATV(全地形対応車)、サイドカーならびにトライクのみのメーカーは記述しない。スクーター製造者についてはスクーター製造者の一覧を参照。
地球を、欧州（ヨーロッパ）から始めて各大陸をおおむねぐるりと東回りするように配列して表示する。
特に日本へ直行する場合は→#日本の製造者・ブランド

## 欧州

### スペインの主な製造者・ブランド
- GasGas（西）
- リエフ（西）
- チスパ（西）
- JTG（西）
- レオンアート（西）
- トロットエレクトリック（西）
- ボルタ（西）
- ヴェルティゴ（西）
- TRS（西）
- スズキスペイン（西）

スペインの過去の製造者
- オッサ
- ブルタコ
- モンテッサ
- メルリン
- メカテクノ

### ポルトガル
- AJP（葡）

ポルトガルの過去の製造者
- マカル

### イタリアの主な製造者・ブランド
- AQG（伊）
- オスカー（伊）
- ガレリ（伊）
- ディブラッシ（伊）
- MVアグスタ（伊）
- ピアジオ（伊）
  - ベスパ（伊）
  - ジレラ（伊）
  - デルビ（西）
  - アプリリア（伊）
    - モト・グッツィ（伊）
    - ラベルダ（伊）
- ポリーニ（伊）
- モト・ヴィラ（伊）
- ドゥカティ（伊）
- NCR（伊）
- マーニ（伊）
- ビモータ（伊）
- tm（伊）
- VOR（伊）
- ベネリ（伊）
- アディバ（伊）
- マラグーティ（伊）
- ベータ（伊）
- イタルジェット（伊）
- モト・モリーニ（伊）
- テラ・モデナ（伊）
- ヴァイルス（伊）
- CR&S（伊）
- AAE（伊）
- ファンティック（伊）
- HM（伊）
- ゲッツィ&ブリアン（伊）
- SWM（伊）
- FAR（伊）
- ボリレ（伊）
- CRPレーシング（伊）
  - エネルジカ・モーターカンパニー（伊）
- アルモティア（伊）
- タチタ（伊）
- イタリアンボルト（伊）
- ヤマハ・モーター・イタリア（伊）
- ホンダ・イタリア・インダストリアーレ（伊）

イタリアの過去の製造者
- アタラ
- アグラティ
- ランブレッタ
- パリラ
- メゴラ
- アエルマッキ
- カジバ
- ビアンキ
- マセラティ
- モルビデリ
- モトビ
- モトーリ・ミナレリ
- ランボルギーニ
- FBモンディアル
- ヴォルグラフォ
- ルーミー
- シアモト

### フランスの主な製造者・ブランド
- プジョー・モトシクル（仏）
- ゴディエ・ジュヌー（仏）
- スコルパ（仏）
- ヴォクサン（仏）
- アヴィントン（仏）
- MBK（仏）
  - モトベカン（仏）
- ワコックス（仏）
- モト・マーチン（仏）
- エレクトリック・モーション（仏）
- シェルコ（仏）

フランスの過去の製造者
- ディロンジェール
- テロット
- ソレックス
- ノーム・エ・ローヌ
- ルノー・スポール
- レーネ・ジレット
- JCM

### ベルギー
ベルギーの過去の製造者
- FNハースタル
- ジレット・ハースタル

### ドイツの主な製造者・ブランド
- BMW（独）
  - BMWモトラッド（独）
  - MINI（MINI SCOOTER E CONCEPT）
- ダイムラー
- MZモトラッド（独）
- ザックス（独）
- クラウザー（独）
- エルモト（独）
- ZP（独）
- ホレックス（独）
- Emo-bike（独）

ドイツの過去の製造者
- シムソン
- アドラー
- NSU
- クライドラー
- ツェンダップ
- デュアルコップ
- ミュンヒ
- DKW
- ビクトリア
- ハンス・グラース
- アイゼナハー・モトーレンヴェルク（東ドイツ）

### オーストリア
- KTM（オーストリア）
- ハスクバーナ（オーストリア, 発祥地はスウェーデン）
- KSR（オーストリア）
  - ジェネリック（オーストリア）
  - ブリクストン（オーストリア）
- シュタイア・ダイムラー・プフ（オーストリア）
- ジョハマー（オーストリア）

オーストリアの過去の製造者
- プフ

### スイス
- GG（スイス）
- クォンティア（スイス）
- シンサイクルズ（スイス）

### オランダ
- ニコ・バッカー（蘭）
- Van.Eko（蘭）

オランダの過去の製造者
- スパルタ
- GIMA

### デンマーク
- フェンリス
- Bike2 Aps

デンマークの過去の製造者
- ニンブス

### イギリスの主な製造者・ブランド
- トライアンフ（英）
- ノートン（英）
- ワスプ（英）
- BSA（英）
- CCM（英）
- メガリ（英）
- スピリット（英）
- インテリジェント・エナジー（ENV）
- サイエッタ・グループ（英）
- ETTインダストリーズ（英）
- マット（英）
- スコマディ（英）
- ロイヤルアロイ（英）

イギリスの過去の製造者
- ラッジ
- アリエル
- ウィルキンソン・ソード
- HRD
- フェロン・アンド・ムーア
- ビンセント
- AJS
- DOT
- スコット
- エクセルシオール
- サンビーム
- ダグラス
- モナーク
- ネラカー
- バーミンガム・スモール・アームズ
- ブラフ・シューペリア
- ベロセット
- マチレス
- ローバー
- グリーブス
- アームストロング

### スウェーデン
過去の製造者
- フサベル

### ノルウェー
過去の製造者
- テンポ

### チェコ・ベラルーシ・ロシア 等
- ヤワ（チェコ）
- クベルク（チェコ）
- アントロ・ノンプロフィット（ハンガリー）
- ミンスク（ベラルーシ）
- TOMOS（スロベニア）
- イズマッシュ（露）
- ウラルモト（旧名IMZ）（露）
- KMZ（露→ウクライナ）

チェコの過去の製造者
- CZ
- エソ

ハンガリーの過去の製造者
- パンノニア

旧ソ連の過去の製造者
- TIZ
- PMZ

## アフリカ

### ケニア
- ホンダモーターサイクルケニア（ケニア）

### ナイジェリア
- ホンダマニュファクチュアリング（ナイジェリア）

## 中東

### サウジアラビア
- スズキバラヤン（サウジアラビア）

### イスラエル
- グリーンライド（イスラエル）

## アジア

### インド
- ロイヤルエンフィールド（印、発祥地は英）
- LML（印）
- バジャージ・オート（印）
- アイシャー・モーターズ（印）
- TVSモーター（印）
- マヒンドラ&マヒンドラ（印）
  - マヒンドラ・ジェンジー（印）
- スズキ・モーターサイクル・インディア（印）
- インディア・モーター・ヤマハ（印）
- インディアカワサキモータース（印）
- ホンダ・モーターサイクル・アンド・スクーター・インディア（印）
- ヒーロー・モトコープ（印）
- エーテル・エナジー（印）
- トーク（印）

### パキスタン
- パック・スズキ・モーター（パキスタン）

### バングラデシュ
- ウォルトン（バングラデシュ）

### ベトナム
- ベトナムスズキ（ベトナム）
- ホンダベトナムカンパニー・リミテッド（ベトナム）

### カンボジア
- カンボジアスズキモーター（カンボジア）

### ラオス
- サンティパブ・スズキ・ラオ・ファクトリー（ラオス）

### インドネシア
- ビアル（インドネシア）
- スズキ・インドモービル・モーター（インドネシア）
- カワサキモーターインドネシア（インドネシア）

### フィリピン
- スズキフィリピン（フィリピン）
- カワサキモータース（フィリピン）
- KTMアジアモーターサイクル・マニュファクチャリング（フィリピン）

### マレーシア
- モデナス（マレーシア）

過去の製造者
- スズキアセンブラマレーシア（マレーシア）

### タイの製造者・ブランド
- ミニロード（タイ）
- GPX（タイ）
- フェニックス（タイ）
- タイスズキモーター（タイ）
- タイ・ヤマハ・モーター（タイ）
- タイホンダマニュファクチュアリング（タイ）
- カワサキモータースエンタープライズ（タイ）

### 中国の主な製造者・ブランド
- 隆鑫工業（中）
  - 上海隆鑫物資（中）
- 浙江銭江摩托（中）
- 浙江摩托車（中）
- 香港凌雲（中）
- 済南大隆機車（中）
  - 寧波力弘摩托車（中）
  - 済南軽騎摩托車（中）
    - 済南軽騎鈴木摩托車（中）

  - 済南軽騎電動車（中）
- 重慶勁隆科技集団（中）
  - 重慶勁鋒摩托車（中）
- 金城集団（中）
  - 南京金城鈴木摩托車（中）
- 中国・星月集団（中）
- 永源集団（中）
- 台州市欧銘摩托車（中）
- 中国嘉陵集団（中）
  - 上海嘉陵車（中）
  - 広東嘉陵摩托車（中）
  - 河南嘉陵三輪摩托車（中）
  - 重慶嘉陵嘉鵬工業（中）
- 上海杰士達摩托車（中）
- 上海申科摩托車（中）
- 浙江中能工業集団（中）
  - 台州中能摩托車（中）
  - 仏山市仏斯弟摩托車（中）
- 浙江台州市王野動力（中）
- 浙江珠峰華鷹摩托車（中）
- 江門市迪豪摩托車（中）
- 江門市中港宝田摩托車（中）
- 江門市大長江集団（中）
  - 常州豪爵鈴木摩鉢車（中）
- 浙江浩博運動器械（中）
- 慈渓康鑫摩托車（中）
- 重慶勁揚摩托車（中）
- 重慶建設摩托車（中）
  - 重慶建設雅馬哈摩托車（中）
- 重慶昌明機車（中）
- 株洲南方雅馬哈摩托（中）
- 珠海珠江車（中）
- 深圳宝安益豪摩托車（中）
- 煙台奔騰汽車（中）
- 天津本田摩托（中）
- 五羊本田摩托（中）
- 新大洲本田摩托（中）
- 豪爵（中）
- 重慶宗申機車（中）
- 広州摩托集団（中）
- 力帆汽車（中）
- 万虎摩托（中）
- 江蘇雅迪科技（中）
- 重慶巴山摩托車（中）
- 双慶摩托（中）
- 重慶東本工業（中）
- 浙江弘州摩托車（中）
- 常州山崎摩托車（中）
- 台州市凱通摩托車（中）
- 台州市川鈴摩托車（中）
- 大地鷹王（中）
- 春風控股集団（中）
  - 浙江春風動力（中）
- 珠峰摩托車（中）
- ヴィクーニャ（中）
- エクストリームスクーター（中）

### 台湾の製造者・ブランド
- キムコ光陽（台）
- ユナリ（台）
- SYM山陽（台）
- PGO比雅久（台）
- TGB（台）
- ハートフォード（台）
- CPI（台）
- JSFCO（台）
- イートン（台）
- アドリー（台）
- ディンリ（台）
- コスモス（台）
- Aモーター宏佳騰（台）
- Gogoro（台）
- アハマニ（台）
- JM（台）
- ケーン（台）
- YMTヤマハ（台）
- 台鈴工業（台）
- DK-CITY

### 韓国の製造者・ブランド
- ヒョースン（韓）
- デーリム（韓）
- 万都（韓）

### 日本の製造者・ブランド

#### 主要メーカー
- カワサキモータース（カワサキ）
- スズキ
- 本田技研工業（ホンダ）
- ヤマハ発動機（ヤマハ）

#### 中小メーカー
- フキ・プランニング
- アクセス（MAI）
- メグム（MELMO）※明和製作所が総販売元
- ツバメ・イータイム
- MSソリューションズ（XEAM）
- ドリームトキ（COMA）
- プロト（ロードホッパー）
- CKデザイン
- NOAA
- レスク (企業)（スカルピーナ）
- ツナグデザイン/オートスタッフ末広（zecOO）
- ロデオマニュファクチャリングインク
- ORIENTAL/worksHAUNT（アパックスパワー）
- ハチハチハウス
- ノリモノランド

#### 競技用車両専門メーカー
- エトスデザイン（コンディー）
- M-TEC
- テクニカルスポーツレーシング（TSR）
- デルタ・エンタープライズ
- 日本ライフ社
- バーニングブラッド
- モリワキエンジニアリング
- オートスタッフ末広（GLUGLU）
- MIRAI

#### 過去に存在した日本の製造者・ブランド

##### 第2次世界大戦前
- 宮田製作所（アサヒ）
- 寺川ポンプ製作所
- みづほ自動車製作所（キャブトン）
- 目黒製作所（メグロ）⇒カワサキに吸収
- 島津モーター研究所
- 日本内燃機
- 陸王モーターサイクル
- 藤壺モータース

##### 第2次世界大戦後
- 丸正自動車製造（ライラック）
- 富士精密工業⇒ブリヂストンサイクル
- ツバサ工業（ツバサ号）
- 川崎岐阜製作所
- 川崎明発工業（メイハツ）
- 新明和工業（ポインター）
- 関東自動車工業
- 門井モータース（KKKサンケイ）
- カナミツ電機自転車部（ヴィクトリー）
- 大東製機/DSK自動車工業（DSK）
- 片倉自転車（シルク、カタクラオート）
- 片山産業（オリンパス）
- 蒲生自動車
- 九州アキツ自動車販売
- 北方モータース（ナッショナル、ポートリーロビン、ライナー）
- 京都精器研究所（シンポ）
- 京都モーター（キリン）
- 極東製作所（極東号レーサー）
- 共益工業（ハッピーセブンKM）
- 山田輪盛館⇒日本高速機関（ホスク）
- 井関農機
- 山口自転車
- 穂高工業所（ホダカ）
- 富士重工業（ラビット）
- 富士自動車（DNB号）
- 北川自動車工業⇒ヤマハ傘下へ
- 昌和製作所⇒ヤマハ傘下へ
- 東京発動機（トーハツ）
- 東昌自動車工業
- 中日本重工業（シルバーピジョン）
- ロケット商会（クインロケット）
- 伊藤機関工業（IMC）
- イーグル自動車製作所
- トヨモータース
- 小峰自動車工業
- ヤマテ工業
- 相生モータース（スパーク）
- イカリ商会（キャノンモータ）
- 石津機械製作所（マスコット）
- 一富士自動車工業（ホーク）
- HM商会（スイセイ）
- 遠州皮革工業（ヤング）
- 大河内鉄工所（シルバーベル）
- 加藤鉄工所（ストロング・ライジング）
- 共立自動車工業（ラッシュ）
- 共立製作所（YKサンビイム）
- 共和産業挙母製作所（コメット）
- 機輪内燃機工業（キリン）
- 銀星モータース（シルバースター）
- 協和発動機製作所（協發キング）
- コガネ工業（コガネ）
- 寿屋（サロリヤのハヤブサ）
- コメットモータース（コメット）
- 近藤国松商店（ツウラン）
- 近藤鉄自転車（TKスピード）
- 湖北鉄工所（KHK）
- 三協機械製作所（サンキョウ・SANKYO）
- 杉本商会（オリンピアン）
- 鈴木工業（エンゼル）
- 鈴木工業所（はままつ）
- 西遠鉄工（プラス）
- 西遠発動機製作所（ポニー）
- 大和技研工業（クイン）
- 中央機関工業所（センター）
- 中央興業（セントラル）
- 高研工業
- モナーク工業（モナーク号）
- 名興紡機
- モーターバイク社
- モータ商会
- 森銀内燃機工業
- 旭自動車
- 旭自動車工業/光栄自動車工業（モートデビル号）
- 愛三工業
- 平野商会（ハイカー）
- 中部自動車工業（ライジング）
- 天龍自動車工業（ホープスター・リーダー）
- 長本発動機研究所（ライフ）
- 日進自動車工業（ハッピーセブン）
- 堀井冷蔵機械浜松工場（ヒバリ）
- 萬邦自動車商工（ファルコン）
- 村井商会（ブラックホース）
- 村井モータース（ニューセンター）
- 龍禅寺工業（中央トップ）
- ヤマト商会（ヤマトラッキー）⇒山王自動車工業（ラッキー）
- マーチン製作所
- 田中工業（タス）
- 辰和工業（リブレット）
- 三共電器（三共コリー）
- 伊藤電気工作所（ツバメ（スワロー）号）
- 伊藤内燃機工業（クレーン）
- 市川製作所（ダービー）
- 三輝工業/板垣（サンライト）⇒富士重工業
- 天野工業（RSY）
- 愛知スミタ発動機
- スミタ発動機
- 愛知機械工業（富士AE）
- 明道鉄工所（スワロー）
- 朝日製作所（ニュースター）
- 新井自動車（テリヤ、新栄）
- アンコール製作所
- イナバ工業所（トピック）
- 入野鉄工（ピアリス）
- 岩正製作所（ベビータイガー）
- 岩田産業（BIM）
- 栄久内燃機工業（栄久式ベビースミタ）
- SY軽自動車工業所（SYフジ）
- 榎村鉄工
- エーブ自動車工業（エーブ、エーブスター）
- 大阪ゼット工業（ゼット）
- 大阪ポィンター（OPK）
- 大沢製作所（OSW）
- 大鳥機工
- 大西製作所（ONモーター）
- 大西発動機製作所（メーハツ）
- 大府産業（ベビークライマー）
- 大八州精機工業（オーヤシマ）
- 岡本自転車（ノーリツ、九七式軍用車）
- 鬼タイヤ（鬼バイク）
- 日本ナット工業/尾上産業（オノエハッピー）
- 笠岡工業（ファスト・モータ）
- 堺工業（キャッスル）
- サンエッチ製作所
- 三治自動車工業（白菊）
- 三星自転車工業
- 三光工業（ジェット、コスタージェット）⇒日本発動機
- ジェット自動車工業（ジェットスター）
- 宍戸オートバイ製作所（SSD）
- 嶋エンジン工業所（ロッキー）
- シマノ（3・3・3・バイクエンジン）
- 重高（デュモーター）
- 十条精機（テル）
- 庄司興業（庄健）
- 白砂発動機（バンブル）
- シルバー製作所（シルバースワロー）
- シルボンモーター製作所（シルボン、シルボンマーシー）
- 親愛製作所
- 新光サイクルモーター製作所
- 新生工業（ラスタ、ニューペティ）
- 新生モータース（TOPトップ）
- シンポ工業（シンポ）
- 仙石製作所（サイクロンペット）
- センター製作所（センター）
- セントラル自動車工業所（セントラル）
- 相良製作所（アント）
- タイガー商会
- 大槻工業（ダンディ号）
- 大機モータース（大光号、ドミナン号）
- ダイヤモンド商会（ハイエスト号）
- 太洋工業（TMCマスター号）
- 太陽工業所（TY3型）
- 太洋モータース（太洋号）
- 大日本機械工業（ヒカリ号、電光号、DNB号、クライドラー号）
- 大発工業（ベビー号）
- 高木商会（ハヤテ号）
- 高梨産業（ツクバ号）
- 武弘車輌（ベビーアロー号、スーパーアロー号、スーパースクーター）
- 中央自動車工業（キティー号）
- 中日発動機（中日サンケイ号）
- 中日興業（ファルコン号）
- 中部モータース（シルバーベル号）
- 千代田車輌（ホーネット号）
- 千代田発動機工業（ローヤルビクター号）
- 千代田発動機製作所（エム・テー号）
- 千代田発動機（チヨ号）
- ツノダ自転車工業（ツンダップ号）
- 常定工作所（ニューナショナル号）
- 寺田製作所（アース号
- 天馬自動車（天馬号）
- 天龍織機（ホープスター号、リーダー号）
- 土井産業（フライバード号）
- 東海自動車製造（天龍号）
- 東京オリオン工業（オリオン号、リンネット号）
- 東京瓦斯電機工業（ガスデン・エンジン）
- 東京富士自転車（サンラビット号）
- 東亜軽発工業（トーケイ号）
- 東京マルイ
- 東京モータ用品製造組合（あいこく号）
- 東邦機械製作所（スワローエース号）
- 東洋工業（九七式軍用車）
- 東洋高発（キャブテン号、コーハツ・エンジン）
- 東洋軽自動車（東洋号）
- 東洋発動機製造（マミー号）
- 同和商会（同和号）
- 十川工業（ハイエスト・ジュニア号、マルシン号）
- トーマスオートユニオン社（トーマス号）
- 豊浦製作所（デトロイト号）
- 内燃機関工業（みどり号、タイフーン号）
- 永井工機（スカイカラー号）
- 中島機械工業（ニットウ号エンジン）
- 中島工業（ナカジマ号、キッドスーパー号）
- 中島自動車（オリオン号エンジン、ファルコン号）
- 中山モータース（電気スクーター）
- 長本発動機研究所（ライフ号）
- 名古屋旭オートバイ販売（ペット号）
- 名古屋二輪自動車（エイビエイション号）
- ナショナルオート（パンサー号）
- 西浦製作所（スカール号）
- 西尾鉄工所（ニシオ号）
- 西富工業（ニシトミ号）
- 日研工業（ニッケンルビー号、カブスター号）
- 日産バイクモータ（ニッサン号）
- 日産自動車（ニッサン電気スクーター）
- 日産輪業（陸光号）
- 日新通商東京支店（トヨサン号）
- 日新工館（日新号）
- 日進工業（ハッピーセブン号）
- 日帝工業（オートニッテイ号、ニッテイ号）
- 日東モータバイク（ニットウ号、プリビアン号）
- 日米富士自転車（フジモアスピット号）
- 日米商店（ベビーランナー号、フジ号）
- 日本軽自動車工業（NKB号）
- 日本小型自動車発動機/共立発動機（ニュージャップ号）
- 日本軽自動車商工協同組合（ニッケイ号）
- 日本自動車販売（プリンス号）
- 日本スイフト工業（ローヤルプリンス号）
- 日本自動車大森オートバイ工場（JAC号、ニッポン号、くろがね九三式）
- 日本内燃機製造（九五式、九七式軍用車、パンキー号）
- 日本バイク工業（ニックス号）
- 日本発動機製作所（オートペット号）
- 二輪自動車（エイビエイション号）
- 野田鉄工所（リツリンエンジン）
- 浜島商会（タチバナ号、タチバナクリッパー号）
- 隼商会（ホッパーベスト号）
- 原正二商店/原工業（リプトン号）
- 万国モータース（ブラバースクーター）
- 幡電機工（エレクター号）
- BFモーター商会（BFシスターエンジン）
- BMモータ製作所（ナショナルBM号）
- BWバアサイクル（BW号）
- 平井車輌製作所（サンライズ号）
- 平野製作所（ポップ号、ヒラノオート号）
- 福井工場（フクリン号）
- 福田製作所（ホープ号）
- 藤井商店（パラマウント号）
- 富士機械（金剛号、ロードキング号）
- 富士機械工業（G2A、G2B、G2C型）
- 富士機工（ラッキーマウント号）
- 富士工業（ホワイトイーグル号、シルバースター号）
- 不二商会（OMC号）
- 不二発動機工業（ニューヴァージン号）
- 不二矢自動車（不二矢マイナー号）
- 藤田鉄工所/オートビット自動車工業（オートビット号）
- 扶桑自動車工業（クラウンスクーター、扶桑号）
- ブラザー工業（マイダーリン号）
- プレックス工業（ミノル号）
- 平和発動（ちよだ号）
- ヘルス自動車工業（ヘルス号、エムロ号、サイドカー、フレーム）
- 三笠技研工業/ミナト製作所
- 豊国機械工業（豊国ヒット号、ヒットスクーター）
- 報国鉄工所（トップ号）
- 北攝機械（こうま号、ゼファ号）
- ホクセン輪業所（ホクセン号）
- 松田製作所（ノーバー号）
- 丸一輪業（アケボノ号）
- 協同組合マルウチ自転車工場（大衆号、プラネット号、マルウチ号）
- 丸都自転車（マルト号、オートメリー号）
- 丸山製作所（ジミー号）
- 丸菱工作所（アミー号、ダイヤ号、ルビー号）
- 萬邦自動車商工（ファルコン号）
- 三浦自転車製作所（スペシャル号）
- 三国自動車（ロードヒーロー号）
- ミシマ軽発工業（ミシマ号）
- 瑞穂金属工業（ペティ号）
- 三井発動機（キングスター号）
- 三馬自転車工業（三馬号）
- みのる工業（デューモータ号、みのるエンジン）
- 宮橋モーター工業（フクオー号）
- 武蔵野工業合資会社（ムサシノ号）
- 八尾鹿発動機厚木工場（ロッキー号）
- 八木軽車輌製作所（サンヨー号）
- 柳瀬自動車工場 マルエフ号
- 山口商店（保信モーター号）
- 山崎内燃機関研究所（ブリューバード号）
- 山下工作所/パール号製造販売（パール号）
- 山田製作所（なごや号）
- 大和技研工業（大和クイン号）
- 山中モーター（エヂソンスクーター号）
- 山本車輪（シルバーフォックス号）
- ユタカ製作所（ユタカ号）
- ユンケル号モータサイクル製作所（ユンケル号）
- 横河製作所（アライ・テリヤーA号）
- 吉田製作所（トップ号）
- ライン自動車（オートライン号）
- リツリンモータ（リツリン号）
- レギュラーモータ（レギュラー号）
- レンユー自転車（レンユー号）
- 若林自動車（シルバニア号、エンパイア号）
- ワカマツ製作所（ブライバースクーター）
- ワタキ商工（ニューデー号）
- 渡辺製作所（サンダー号）
- 渡辺鉄工（アイクモーター号、ニューアイク号）
- ワールドタイガー製造会社（ワールドタイガー号）
- オーヴァークリエイティブ（JEVO）
- アイン工機（モービルジャパン）

## 豪州（オーストラリア・ニュージーランド）
- ドライスデール（豪）
- キウイ（豪）
- AMSDG（豪）
- Vモト（豪）
  - スーパーソコ（本社は中国）
- ブリッテン・モーターサイクル・カンパニー（ニュージーランド）
- ヤイクバイク（ニュージーランド）
- Ubco（ニュージーランド）

豪州の過去の製造者
- マーリン
- ワラタ
- サイクロン

## 北米・中米・南米

### アメリカ合衆国の主な製造者・ブランド
- ハーレーダビッドソン（米）
- ボスホス（米）
- タイタン（米）
- カノン（米）
- インディアン（米）
- ベクトリックス（米）
- ブラモ（米）
- アルタ・モータース（米）
- ローコン（米）
- サクソン（米）
- シュウィン（米）
- ゼロ（米）
- イヴォーク（米）
- ベルカスタムサイクルズ（米）
- モータス（米）
- フェニックス（米）
- ビクトリー（米）
- コンフェデレート（米）
- アメリカンアイアンホース（米）
- オレンジ・カウンティ・チョッパーズ（米）
- ビッグ・ベア・チョッパーズ（米）
- ヴォルト（米）
- モトシズ（米）
- EMB（米）
- イー・ゴー・ビークルズ（米）
- カレントモーター（米）
- ブレイズコーポレーション（米）
- エリックビューエルレーシング（米）
- エレクトリック・モータースポート（米）
- クリーブランドサイクルワークス（米）
- カリフォルニアスクーター（米）
- ライトニング・モーターサイクル（米）
- オーセット（米）
- KLDエネジーテクノロジーズ（米）
- BPGモータース（米）
- ソラ（米）
- カワサキモーターマニュファクチュアリングUSA（米）
- スズキ・マニュファクチャリング・オブ・アメリカ（米）
- マリン・タービン・テクノロジー（米）
- Zエレクトリックビークル（米）
- マンデイ（米）
- アーバン626（米）
- グリーンエナジーモータース（米）

アメリカ合衆国の過去の製造者
- キャノンデール
- パウエル自動車
- エース・モーター・コーポレーション
- ヘンダーソン
- クッシュマン
- カンナム
- クロッカー
- モナーク
- ビューエル
- ミッション・モータース
- エレクトリックビークルテクノロジーズ
- ゴリラビークルス

### カナダ
- CSC（カナダ）
- リトグリーンモーション（カナダ）

カナダの過去の製造者
- カンナム

### メキシコ
- イタリカ（メキシコ）
- ホンダ・デ・メキシコ（メキシコ）

### コロンビア
- AKT（コロンビア）
- スズキコロンビア（コロンビア）
- auteco (コロンビア)

### ブラジル
- アグラレ（ブラジル）
- ブラジル・アンド・モビメント（ブラジル）
- Jトレドダアマゾニア（ブラジル）
- カワサキモータース・ド・ブラジル（ブラジル）
- ヤマハ・モーター・ブラジル（ブラジル）

### アルゼンチン
- モトメル（アルゼンチン）
- ザネラ（アルゼンチン）
- フーキ（アルゼンチン）
- ヴォルトゥ（アルゼンチン）
- マルマキナリアス（アルゼンチン）